# Clube Desportivo Macaé Sports
O Clube Desportivo Macaé Sports é um clube da cidade de Macaé no Rio de Janeiro, fundado em  8 de junho de 1998. Possui equipes em várias modalidades esportivas, participando em campeonatos de destaque no cenário nacional. Entre as modalidades praticadas no clube, podemos destacar:
- Voleibol[1] - Equipe participa da Superliga Feminina;
- Futsal[2] - Equipe participa da Liga Futsal Masculina.

## Departamento de voleibol feminino
O clube se destacou dentre outras modalidades no voleibol feminino.
No Campeonato Carioca possui o título do ano de 1998 e sua primeira participação do clube ocorreu na Superliga Brasileira A 1998-99 utilizando o nome de  “Petrobras/Macaé”  e sua última participação na Série A foi na temporada 2011-12.
Nomes Utilizados pelo Clube na elite do voleibol nacional:
- Petrobras/Macaé (1998-2001)[4]
- Macaé/Nuceng (2001-2003)[4]
- Macaé Sports (2003-2005) [4]
- Oi/Macaé (2005-2006; 2010-2011) [4]
- Cimed/Macaé (2006-2007) [4]

### Histórico

#### Resultados
- Superliga Brasileira de Voleibol Feminino:

| Temporada | Colocação |
| --------- | --------- |
| 1998–99   | 8º        |
| 1999–00   | 6º        |
| 2000–01   | 8º        |
| 2001–02   | 5º        |
| 2002–03   | 5º        |
| 2003–04   | 8º        |
| 2004–05   | 8º        |
| 2005–06   | 3º        |
| 2006–07   | 4º        |
| 2007–08   | *         |
| 2008–09   | *         |
| 2009–10   | 12º       |
| 2010–11   | 4º        |
| 2011–12   | 11º       |

- Campeonato Carioca: 1º lugar (1998)
- Campeonato Carioca: 2º lugar (2009,2010 e 2011)
- Salonpas Cup: 3º lugar (2006)